# Прометей (дерево)
Прометей (англ. Prometheus, также известно как WPN-114) — одно из старейших деревьев в мире, росшее на территории вблизи границы леса горы Уилер-Пик (Невада, США). Примерный возраст дерева по Д. Грейбиллу 4862 года, а возможно, что Прометею больше 5000 лет. Дерево относилось к виду Сосна остистая межгорная (Pinus longaeva).
В 1964 году дерево было срублено молодым аспирантом Дональдом Карри, который ранее и дал Прометею второе имя — WPN-114.

## Описание дерева
Прометей являлся живущим одним из представителей вида Pinus longaeva, растущих вблизи границы леса на боковой морене бывшего ледника Уилер-Пик. Исследовавшие гору в 1958 или 1961 годах натуралисты, давая названия наиболее крупным и старым соснам, назвали одно из таких деревьев Прометеем в честь греческого мифологического персонажа, титана, который заступился за людей, дав им огонь.
Первые исследования колец дерева, произведённые ещё Д. Карри, установили возраст сосны в 4844 года. Спустя два года Дональд Грейбилл из Аризонского университета пришёл к другим цифрам, а именно, что возраст Прометея около 4862 лет. Впрочем, споры о древности дерева продолжаются. Так, многие учёные полагают, что сосна может быть старше (свыше 5100 лет).

## Гибель Прометея
В 1950-х годах дендрохронологическими исследователями активно предпринимались усилия по поиску древних деревьев, так как их кольца нужны были для научных целей, в первую очередь для дендроклиматологии, установления климата в прошлых геологических эпохах. Большой прорыв в данном направлении дали исследования Эдмунда Шульмана, который открыл и установил возраст многих представителей вида Pinus longaeva, оказавшихся самыми старыми деревьями на Земле. Это подогревало интерес дендрохронологов, стремившихся отыскать более древние сосны, чем легендарное дерево Мафусаил (около 4700 лет).

### Дональд Карри
Дональд Карри родился в 1934 году. В 1963 году он поступает в аспирантуру Университета Северной Каролины в Чапел-Хилл и в том же году начинает при поддержке Национального научного фонда исследования, направленные на изучение климатических изменений в эпоху Малого ледникового периода.
В 1963 году ему становится известно о популяции Pinus longaeva в Уилер-Пике. Сразу прибыв на территорию, Д. Карри приступает к изучению деревьев, которые казались ему наиболее старыми. Используя технологии своего времени, он обнаружил, что некоторые сосны имеют возраст более 3000 лет. Особенно его внимание привлекло дерево, которому он дал название WPN-114, то есть Прометей.

### Гибель Прометея
Сведения, касающиеся вырубки дерева, во многом противоречивы. Так, нет чёткого объяснения, знали ли Д. Карри и Служба охраны лесов США о древнем возрасте Прометея. Одни утверждали, что он считался лишь одним из многих старых и больших деревьев, другие — что Прометей явно выделялся среди остальных, выглядя значительно старше.
Непонятным остаётся и вопрос, зачем Д. Карри понадобилось вырубка именно такого старого дерева, так как Малый ледниковый период, которым и занимался Карри, начался лишь не более 600 лет назад. Впрочем, в статье Д. Карри, опубликованной в журнале «Ecology» (Currey, 1965), исследователь определяет эпоху гораздо большими временными рамками — от 2000 лет до нашей эры. Было ли распространено такое мнение в то время, неизвестно.
Так или иначе, но в 1964 году с согласия Службы охраны лесов США дерево было срублено и разделено на части, которые поступили в различные места для исследований. Многие из них стали доступны для публики, например, их можно посмотреть в центре для посетителей национального парка Грейт-Бейсин (англ. Great Basin National Park visitor center, Бейкер, Невада).

## Последствия
Считалось, что срубленный Прометей стал важным фактором в движении в защиту как вида Pinus longaeva, так и фауны и флоры Уилер-Пик и прилегающих к нему территорий. Спустя 22 года данная территория вошла в созданный в 1986 году национальный парк Грейт-Бейсин.